# KoralBlue Airlines
KoralBlue Airlines était une compagnie aérienne charter basée en Égypte. Elle a réalisé son premier vol le 27 mars 2007, avec un vol reliant l'Égypte et la Pologne. La compagnie aérienne possédait un A319-100, quatre A320-200 et un B737-300. La compagnie était basée principalement à l'aéroport d'Hurghada  (HRG/HEGN), elle possédait également deux autres bases notamment à Sharm El Sheikh (SSH/HESH) et à l'aéroport international du Caire (CAI/HECA). KoralBlue Airlines était une compagnie aérienne détenue et crée par Belhassen Trabelsi. En 2009 Nouvelair acquiert KoralBlue Airlines.

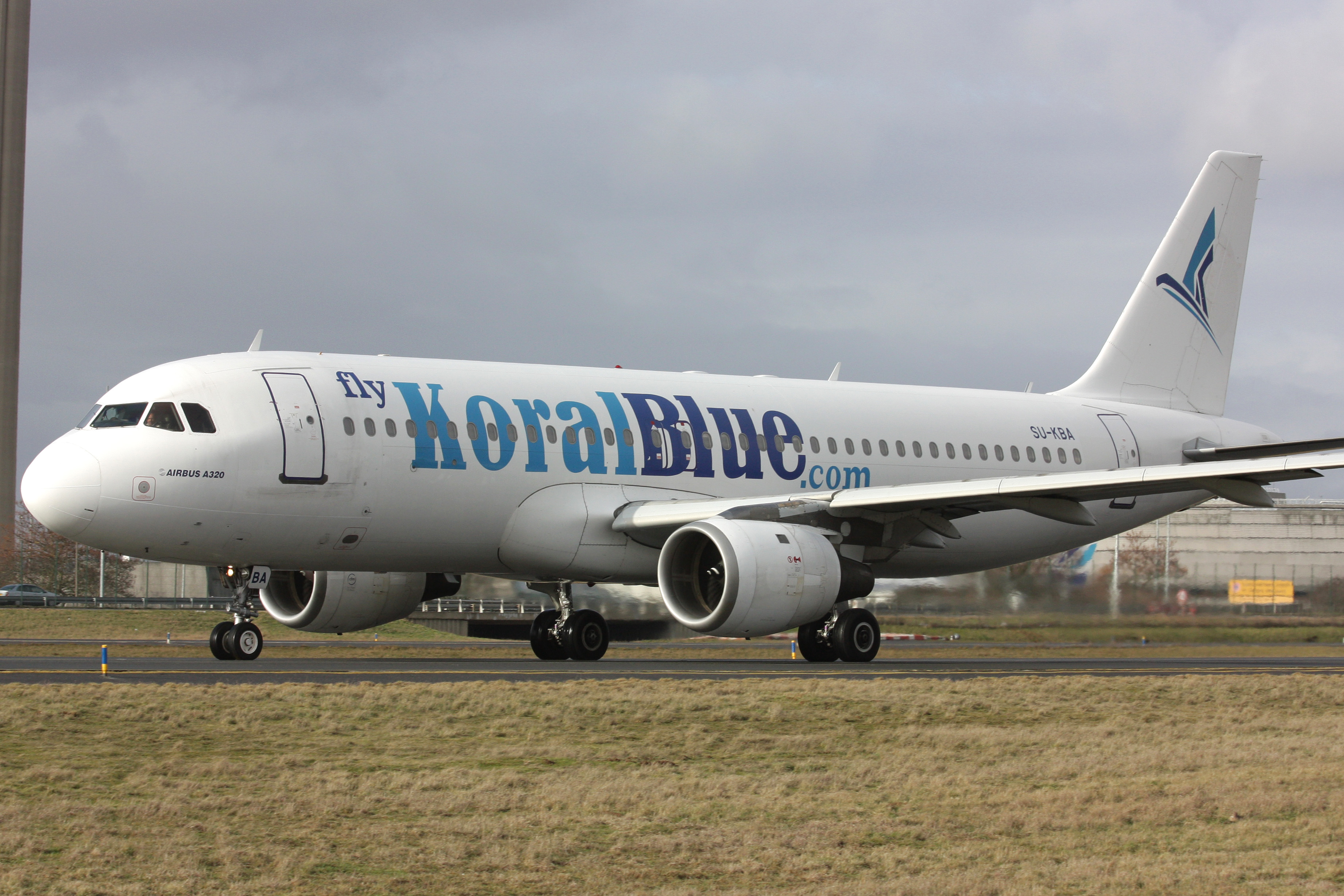
A320 SU-KBA à CDG